# Capital Punishment
Capital Punishment (engl. für Todesstrafe) ist das Debütalbum des US-amerikanischen Rappers Big Pun. Es erschien am 28. April 1998 über die Labels Loud Records und Terror Squad Entertainment.

## Produktion
Big Pun selbst sowie Fat Joe und Matt Life fungierten bei dem Album als Executive Producers. Daneben waren viele weitere Musikproduzenten an der Produktion der Lieder beteiligt, darunter Dr. Dre, JuJu, V.I.C., RZA, L.E.S. und Dead Prez.
Für die Produktion der meisten Lieder wurden Samples von Songs anderer Künstler verwendet.

## Covergestaltung
Das Albumcover zeigt Big Puns Gesicht. Er trägt eine Sonnenbrille auf der Stirn und blickt den Betrachter grimmig an. Links oben im Bild steht der Schriftzug Big Pun in Schwarz und im unteren Teil befindet sich der Titel Capital Punishment in weiß-grau.

## Gastbeiträge
Auf 13 der 24 Titel sind neben Big Pun andere Künstler vertreten. So hat sein Crewkollege von der Terror Squad, Fat Joe, Gastauftritte bei den Songs Beware, Glamour Life und Twinz (Deep Cover 98). Die Rapper Black Thought, Wyclef Jean, Cuban Link, Triple Seis, Armaggedon, Prospect, Dead Prez, Noreaga, Prodigy, Inspectah Deck und Busta Rhymes sind auf je einem Stück zu hören. Außerdem hat der DJ Funkmaster Flex einen Gastauftritt in einem Skit und der Sänger Joe singt den Refrain des Tracks Still Not a Player, während die Sängerin Miss Jones den Refrain von Punish Me singt.

## Titelliste
| #  | Titel                          | Gastbeiträge                                    | Produzenten                | Länge | Samples |
| -- | ------------------------------ | ----------------------------------------------- | -------------------------- | ----- | --- |
| 1  | Intro                          |                                                 |                            | 0:33  | - Auszug aus dem Film Fresh |
| 2  | Beware                         | Fat Joe                                         | JuJu                       | 3:15  | - "Shook Ones Pt. I (Original Version)" von Mobb Deep - "Theme for Loser" von Henry Mancini |
| 3  | Super Lyrical                  | Black Thought                                   | Rockwilder                 | 3:28  | - "One More Chance (Remix)" von The Notorious B.I.G. - "It’s Logic" von Canibus - Ivan Drago in "Rocky IV"                                                                                         |
| 4  | Taster’s Choice (Skit)         |                                                 |                            | 1:20  | |
| 5  | Still Not a Player             | Joe                                             | Knobody und Dahoud & Nomad | 3:56  | - "A Little Bit of Love" von Brenda Russell - "Don't Wanna Be a Player" von Joe |
| 6  | Intermission                   |                                                 | Mike Zulu                  | 0:21  | |
| 7  | The Dream Shatterer            |                                                 | Domingo                    | 3:33  | - "Ride of the Valkyries" von Richard Wagner |
| 8  | Punish Me                      | Miss Jones                                      | Franky "Nitty" Pimentel    | 4:15  | |
| 9  | Pakinamac Pt. 1 (Skit)         |                                                 |                            | 1:35  | |
| 10 | You Ain’t a Killer             |                                                 | Younglord                  | 4:14  | - "With a Child’s Heart" von Michael Jackson - "Summertime Madness" von Kool & The Gang |
| 11 | Pakinamac Pt. 2 (Skit)         |                                                 |                            | 0:57  | |
| 12 | Caribbean Connection           | Wyclef Jean                                     | Younglord                  | 3:24  | - "Ready or Not" von Johnny Osbourne |
| 13 | Glamour Life                   | Cuban Link, Triple Seis, Fat Joe und Armaggedon | L.E.S.                     | 4:43  | - "The World Is A Ghetto" von George Benson |
| 14 | Capital Punishment             | Prospect                                        | The Infinite Arkatechz     | 4:20  | |
| 15 | Uncensored (Skit)              | Funkmaster Flex                                 |                            | 2:12  | |
| 16 | I’m Not a Player               |                                                 | Minnesota                  | 3:41  | - "Brazilian Rhyme (Interlude)" von Earth, Wind and Fire - "Darlin' Darlin' Baby (Sweet Tender Love)" von The O’Jays - "Darlin' Darlin' Baby" von Steve Khan                                       |
| 17 | Twinz (Deep Cover 98)          | Fat Joe                                         | Dr. Dre                    | 3:49  | - "Deep Cover" von Dr. Dre |
| 18 | The Rain & The Sun (Interlude) | Dead Prez                                       | Dead Prez                  | 1:49  | |
| 19 | Boomerang                      |                                                 | V.I.C.                     | 3:35  | - "Le Bracelet" von Alain Goraguer |
| 20 | You Came Up                    | Noreaga                                         | Rockwilder                 | 3:54  | - "Don't Ask Me" von Ramon Morris |
| 21 | Tres Leches (Triboro Trilogy)  | Prodigy und Inspectah Deck                      | RZA                        | 4:19  | - "Las Vegas Tango" von Gary Burton - "I Ain't No Joke" von Eric B. & Rakim - "Start of Your Ending (41st Side)" von Mobb Deep - "Method Man" von Wu-Tang Clan - "Guillotine (Swordz)" von Raekwon |
| 22 | Charlie Rock Shout             |                                                 |                            | 0:26  | |
| 23 | Fast Money                     |                                                 | Danny Q und EQ             | 3:48  | |
| 24 | Parental Discretion            | Busta Rhymes                                    | Showbiz                    | 4:33  | - "Hydra" von Grover Washington, Jr. |

## Rezeption
| Professionelle Bewertungen | Professionelle Bewertungen |
| -------------------------- | -------------------------- |
| Kritiken                   |                            |
| Quelle                     | Bewertung                  |
| laut.de                    | [ 3 ]                      |
| Juice                      | [ 4 ]                      |
| Rolling Stone              | [ 5 ]                      |
| allmusic                   | [ 6 ]                      |
| RapReviews                 | [ 7 ]                      |

Capital Punishment erhielt generell positive Kritiken.
Die Internetseite laut.de würdigte das Album 2014 als Meilenstein und bewertete es mit fünf von möglichen fünf Punkten:

„Pun holt auf "Capital Punishment" wirklich alles aus sich heraus. Er gründet mit Wyclef die reggae-infizierte "Caribbean Connection", packte den Paten für "Glamour Life" und den sozialkritischen auf dem Titeltrack aus. Selbst die anfangs erwähnten Rapstars um Mobb Deep und Wu-Tang sind nur Gäste auf seinem Ritt in die Geschichtsbücher. […] New York hatte seinen neuen König und die lateinamerikanische Community ihren Helden. Vom missbrauchten Kind über die Stationen Schläger und Drogendealer zum überall geliebten Superstar – die Geschichte des Christopher Lee Rios hätte wahrlich mehr Jahre oder gar ein Happy End verdient gehabt.“

Außerdem wurde es bei den Grammy Awards 1999 als bestes Rap-Album nominiert, unterlag jedoch Jay-Zs Vol. 2… Hard Knock Life.

## Kommerzieller Erfolg

### Chartplatzierungen und Singles
Capital Punishment erreichte Platz 5 in den US-amerikanischen Charts und hielt sich 28 Wochen in den Top 200. In Europa konnte sich das Album nicht in den Charts platzieren.
Als Singles wurden die Lieder I’m Not a Player (US #57, 20 Wo.), Still Not a Player (US #24, 23 Wo.), You Came Up und Twinz (Deep Cover 98) ausgekoppelt.

### Auszeichnungen für Musikverkäufe
Das Album wurde noch im Erscheinungsjahr in den Vereinigten Staaten für mehr als eine Million verkaufte Exemplare mit einer Platin-Schallplatte ausgezeichnet, womit es der erste Tonträger eines lateinamerikanischen Solo-Rappers ist, der diese Auszeichnung bekam. In Kanada erhielt Capital Punishment für über 50.000 Verkäufe eine Goldene Schallplatte.
| Land/Region               | Auszeichnungen für Musikverkäufe (Land/Region, Auszeichnung, Verkäufe) | Verkäufe  |
| ------------------------- | ---------------------------------------------------------------------- | --------- |
| Kanada (MC)               | Gold                                                                   | 50.000    |
| Neuseeland (RMNZ)         | Gold                                                                   | 7.500     |
| Vereinigte Staaten (RIAA) | Platin                                                                 | 1.000.000 |
| Insgesamt                 | 2× Gold · 1× Platin ·                                                  | 1.057.000 |